# آوترنت
اوترنت (بالإنجليزية: Outernet)‏ هي شركة بث البيانات العالمية حصلت على تمويل من صندوق تطوير الإعلام للاستثمار (MDIF) ، وهو صندوق استثماري ومنظمة غير ربحية تأسست في عام 1995 ومقرها في الولايات المتحدة. هدف الشركة هو توفير حرية الوصول إلى محتوى من المعلومات عن طريق الإنترنت بواسطة الأقمار الصناعية وإتاحتها بشكل فعال في جميع أنحاء العالم.

## وصلات خارجية
- www.outernet.is
- أقمار صناعية تبث محتوى الإنترنت مجانا لجميع سكان الأرض في 2015